# カメ&アンコー
カメ&アンコー（カメアンドアンコー、カメとアンコー、KAME & ANKO）とは、ニッポン放送の社員として同社の深夜番組『オールナイトニッポン』のパーソナリティを務めていた亀渕昭信と斉藤安弘からなるコンビである。

## 概要
1969年にコミックソング『水虫の唄』をヒットさせたことで有名になった。元ニッポン放送ラジオプロデューサーの上野修（ドン上野）によると、二人を歌手デビューさせたのは文化放送アナウンサー（当時）の土居まさるがレコード『カレンダー』をリリースしてヒットさせたのに対抗する意味合いもあったとのことで、当時のカメ&アンコーはアイドル的な人気があったという。カメ&アンコーは所属レコード会社のCBSソニーにおいて第1号の邦楽アーティストだった。この人気ぶりにテレビからも出演依頼が集まり、フジテレビの番組『スター千一夜』にも出演して、土居まさると一緒にこのスター千一夜の番組中で歌を披露したこともあった。
斉藤（アンコー）が島敏光に話したところによると、二人が「水虫の唄」をレコーディングした音源を冗談でオンエアしたら反響があり、すぐにレコード化することになったという。
なお、この二人は、オールナイトニッポン以前にセイコー提供のポップス番組で最初に組んで出演している。

## メンバー
- カメ - 亀渕 昭信（かめぶち あきのぶ）

パーソナリティ当時ニッポン放送製作部所属。後に社長、相談役。
- アンコー - 斉藤 安弘（さいとう やすひろ）

元・ニッポン放送アナウンサー。「アンコー」は「安弘」を音読みにしたもの。その後「オールナイトニッポンエバーグリーン」（月曜-木曜27:00-29:00、ニッポン放送のみ日曜28:00-29:00）の担当を経て2009年3月に定年退職、以降は嘱託社員として、現在もニッポン放送に携わっている。

## ディスコグラフィー
- 水虫の唄（1969年7月21日、CBSソニー）
- ひとりぼっちの唄（1971年2月25日、キャニオン）

## 担当番組
- カメ&アンコーのオールナイトニッポンDX（1997年10月10日、ニッポン放送）[5]
- カメ&アンコーのオールナイトニッポン（2023年2月18日 5:00～、オールナイトニッポン55周年記念 オールナイトニッポン55時間スペシャル、ニッポン放送）